# Ante Bukvić
Ante Bukvić (ur. 14 listopada 1987 w Zadarze) – luksemburski piłkarz pochodzenia chorwackiego występujący na pozycji bramkarza. Zawodnik klubu FC Differdange 03.

## Kariera klubowa
Bukvić karierę rozpoczął w 2007 roku w luksemburskim zespole FC Differdange 03. W 2009 oraz w 2010 roku zdobył z nim Puchar Luksemburga.

## Kariera reprezentacyjna
W reprezentacji Luksemburga Bukvić zadebiutował 14 listopada 2009 roku w zremisowanym 1:1 towarzyskim meczu z Islandią.